# 志ぐれ
志ぐれ（しぐれ）は愛媛県大洲市の郷土菓子。小豆、粳米を使った蒸し菓子の一種。志ぐれ餅（しぐれもち）の商品名で販売する業者もある。
江戸時代中期、18世紀始めより、大洲藩の江戸屋敷内の秘法菓子と伝えられている。特殊な材料を使うわけではないが、他の棹物和菓子になかなかない、弾力に富んだ食感と、適度な甘さが特徴。
北海道の十勝産の小豆・国内産のもち米・肱川の良質の水を材料に、小豆を炊いて砂糖蜜に一昼夜を漬け込み、粳米（うるち米）を合わせて生地を作りセイロ（蒸籠）に流して蒸し上げる。販売は、細長い棹状にする場合と一人分ずつの直方体に切り分ける場合がある。
大洲市内の冨永松栄堂、山栄堂、直本笑美堂、二葉屋、氣晴など、複数の和菓子店が製造しており、それぞれの店に、比較的味が濃く風味が豊かなもの、あっさり目で後味のよいもの、粒の食感の強いものなどの特徴がある。また、抹茶、栗、黒ごま、蓬、柚子、餅麦などを加えて風味を変化させたもの、竹皮でくるんだもの、一口サイズにカットして包装したものなども作られている。近年は、食感維持のためにトレハロースを添加する例もある。
近年の創作菓子では、志ぐれをパイ生地で包んで焼いた「志ぐれパイ」、志ぐれの素材で求肥を包んだ「志ぐれ大福」などもある。